# كوو فاديس (رواية)
كو فاديس: رواية من زمن نيرون، (بالإنجليزية: Quo Vadis: A Narrative of the Time of Nero، بالبولندية:Quo vadis. Powieść z czasów Nerona)‏، هي رواية تاريخية مكتوبة بالبولندية بقلم هنريك سينكيفيتش. " أتى العنوان من العبارة اللاتينية Quo vadis Domine وتعنى "إلى أين أنت ذاهب أيها الرب؟" ويلمح إلى سفر أعمال بطرس الملفق، حيث يهرب بطرس من روما ولكنه يلتقي يسوع في طريقه ويسأله لماذا هو ذاهب إلى روما. يقول يسوع: "أنا عائد لأصلب من جديد"، الأمر الذي جعل يطرس يعود إلى روما ويتقبل الشهادة.
تتكلم الرواية عن قصة حب تتطور بين فتاة مسيحية تدعى ليجيا، وأرستقراطي روماني يدعى ماركوس فينيسيوس. وتدور أحداثها في مدينة روما تحت حكم الإمبراطور نيرون حوالي العام 64 م.
درس سينكيفيتش الإمبراطورية الرومانية بشكل مكثف قبل كتابة الرواية، وذلك بهدف الحصول على تفاصيل تاريخية صحيحة. وعلى هذا النحو، ظهرت عدة شخصيات تاريخية في الكتاب. والرواية ككل تحمل رسالة موالية للمسيحية.
نشرت الرواية مسلسلة في ثلاث صحف يومية بولندية عام 1895، وخرج في شكل كتاب عام 1896 ومنذ ذلك الحين تمت ترجمتها إلى أكثر من 50 لغة. وساهمت هذه الرواية بمنح جائزة نوبل للأدب إلى سينكيفيتش عام 1905.
وقد إنتاج العديد من الأفلام عن الرواية وبينها فيلمان إيطاليان صامتان أعوام 1912 و1924، وإنتاج هوليوودي عام 1951، واقتباس عام 2001 من قبل جيرزي كافاليروفيتش.

## روابط خارجية
- كوو فاديس على موقع الموسوعة البريطانية (الإنجليزية)